# سکوبلوو (استان خاسکوو)
سکوبلوو (به بلغاری: Skobelevo) یک منطقهٔ مسکونی در بلغارستان است که در شهرستان دیمیترووگراد واقع شده‌است.